# Clem Albers

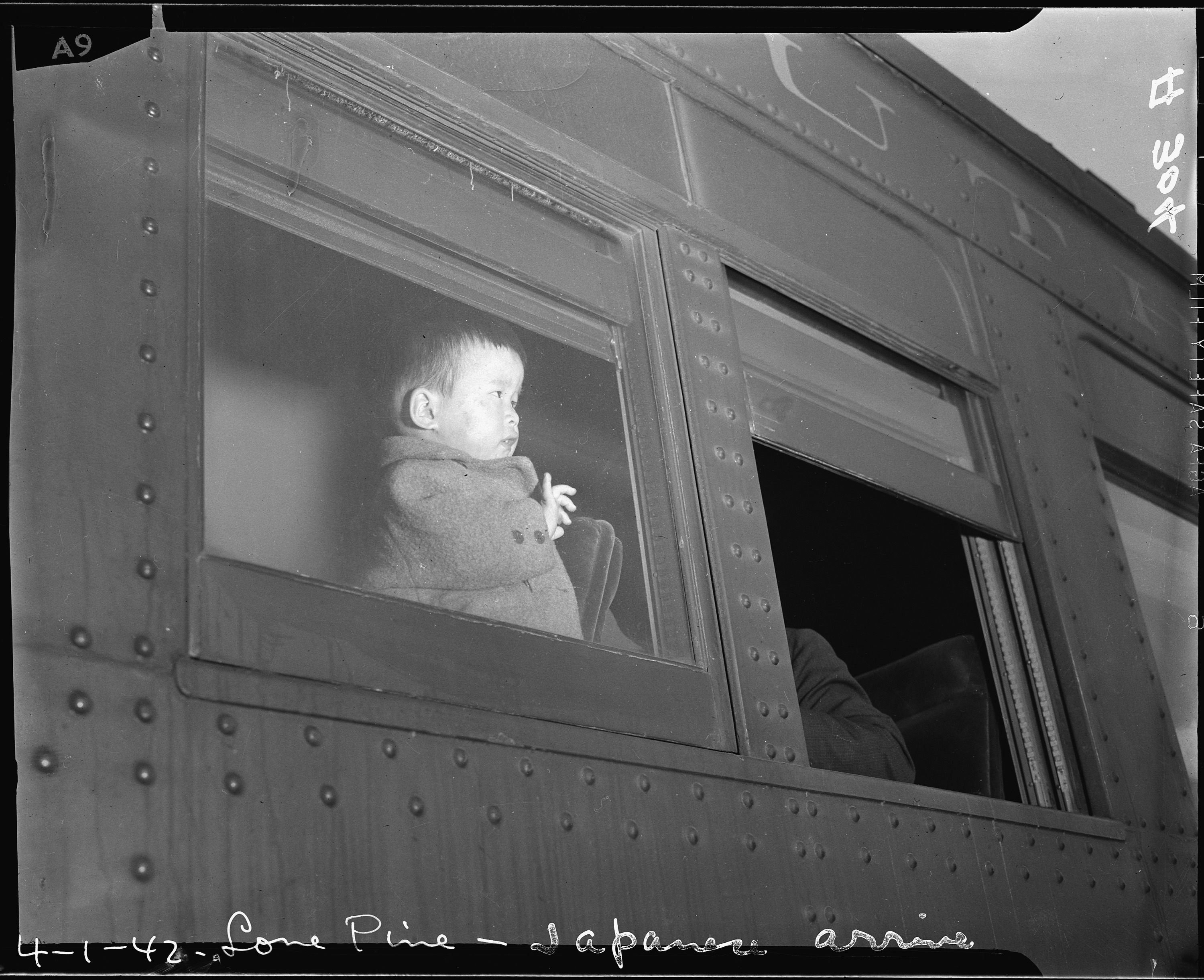
Malý evakuovaný Japonec, Lone Pine, Kalifornie

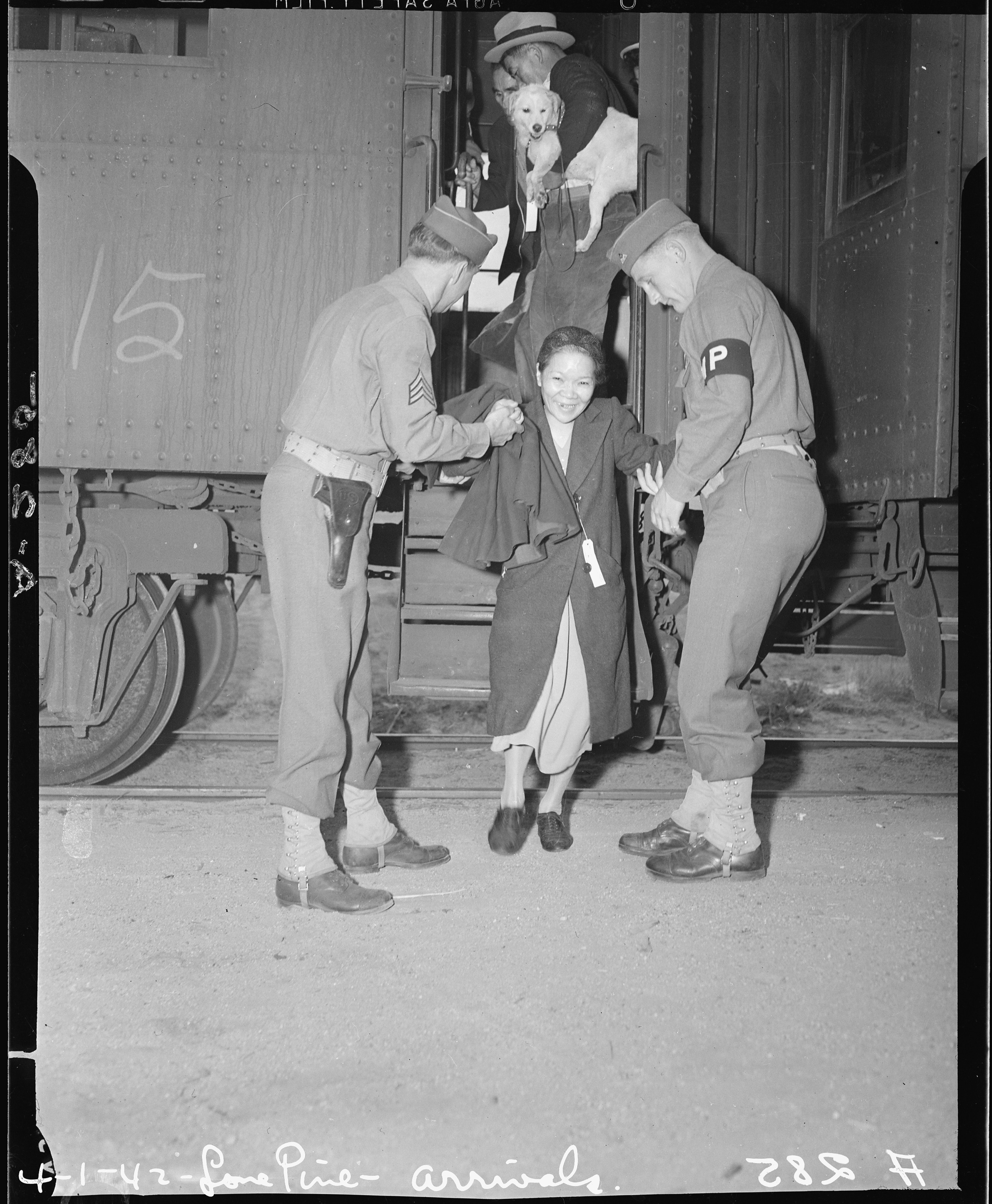
Vojáci pomáhají starší Japonce vystoupit z vlaku během cesty do relokačního centra v Manzanaru

Clem Albers (asi 1903, Michigan - říjen 1991) byl americký fotograf. Fotografoval hodně v amerických internačních táborech, jako byly například Manzanar nebo Tule Lake v Kalifornii.

## Život a dílo
Vyrůstal v Berkeley, Kalifornie a jako mladík pracoval jako fotograf San Francisco Bulletin a později Chronicle. V roce 1942 začal pracovat pro společnost War Relocation Authority, což byl orgán odpovědný za internaci a stěhování japonských Američanů během druhé světové války. Většina jeho tvorby z let 1942–1943 se soustředila na japonské Američany a Japonce v deseti stálých táborech, včetně Tule Lake, Poston, Topaz, Gila River a Minidoka. Dokumentoval transport japonských Američanů, jejich zavazadla, jak nastupují do autobusů nebo vlaků aby je odvezly na místo určení. V táboře Manzanar pracoval začátkem dubna 1942, tedy v době, kdy byl tábor stále ve výstavbě.
Odhaloval primitivní podmínky, do kterých byly umisťovány evakuované osoby a jejich ponuré a vyděšené výrazy. Dojímavý obraz například ukazuje snímek, na kterém je malé dítě za špinavým sklem vlaku, který přijel do kalifornského Lone Pine na cestě do Manzanaru. Na dalších fotografiích zobrazuje uprchlíky nastupující do dopravních prostředků, jejich zavazadla, jediné co jim americké úřady ponechaly, jak si sami staví ubytovny, nebo ženu nesoucí kbelík s vodou z hydrantu, protože na ubytovně není tekoucí voda. Některé fotografie ukazují Japonce staršího věku, kterým musí z vlaku pomáhat armáda a policie se zbraněmi. Instituce WRA označila tyto lidi jako "vážnou hrozbu" pro národní bezpečnost.
Po krátké službě pro WRA se až do konce druhé světové války stal fotografem u námořníků. Pak se vrátil do magazínu Chronicle, kde se stal hlavním fotografem. Zemřel v San Franciscu v říjnu 1991.
Jeho některé negativy jsou ve sbírkách archivu National Archives and Records Administration, obsahuje 381 jeho fotografií pro WRA, z nichž bylo 107 pořízených v Manzanaru. Fotografie spadají do kategorie public domain a jsou k dispozici na úložišti obrázků Wikimedia Commons.

## Technika
Jako většina fotožurnalistů své doby používal fotoaparát formátu 4"x5". Nejpopulárnějším typem byl Speed Graphic, který byl vybaven dálkoměrem, hledáčkem a někdy také rychlým měničem filmu.

## Galerie

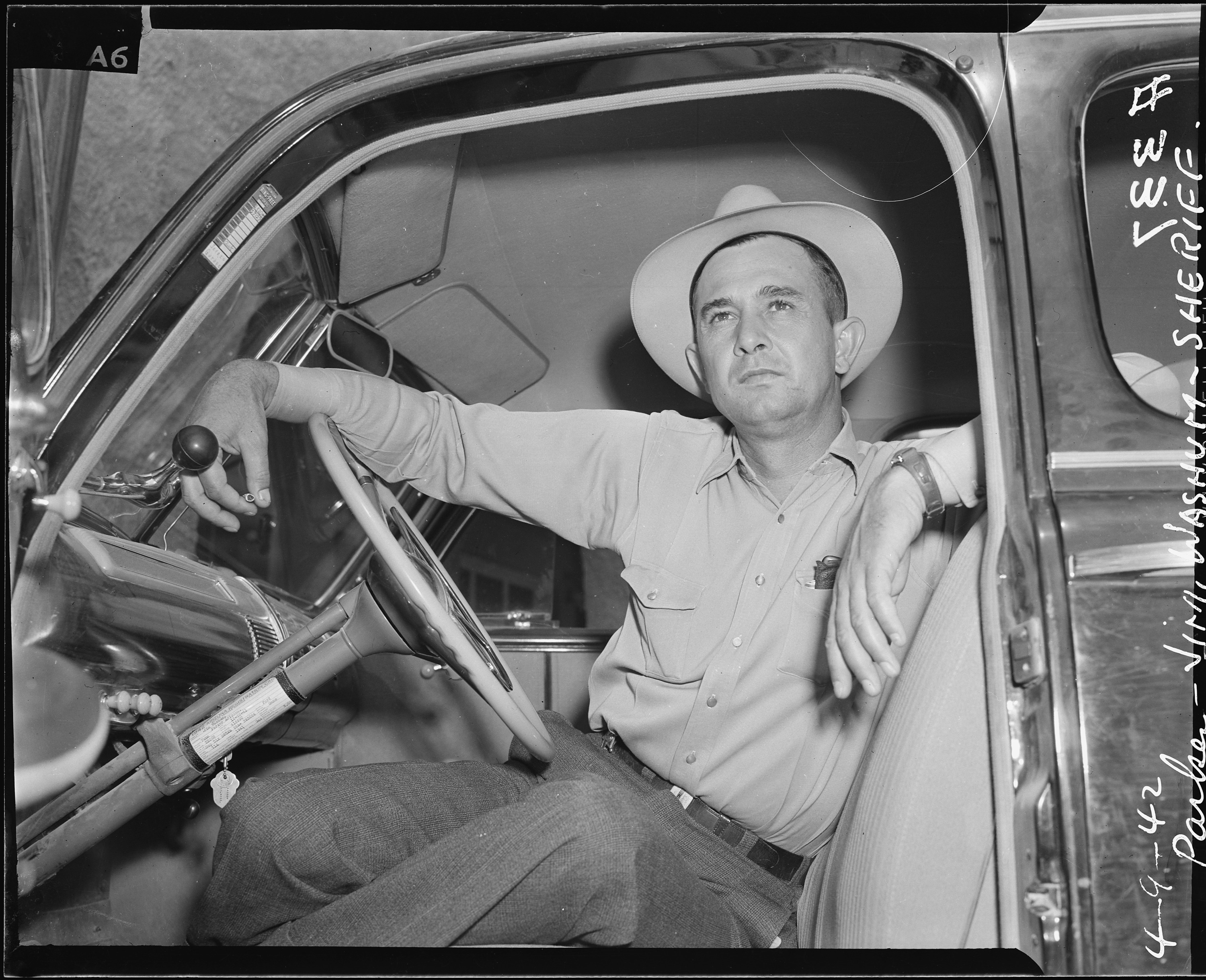
Šerif Jim Washum, Parker, Arizona
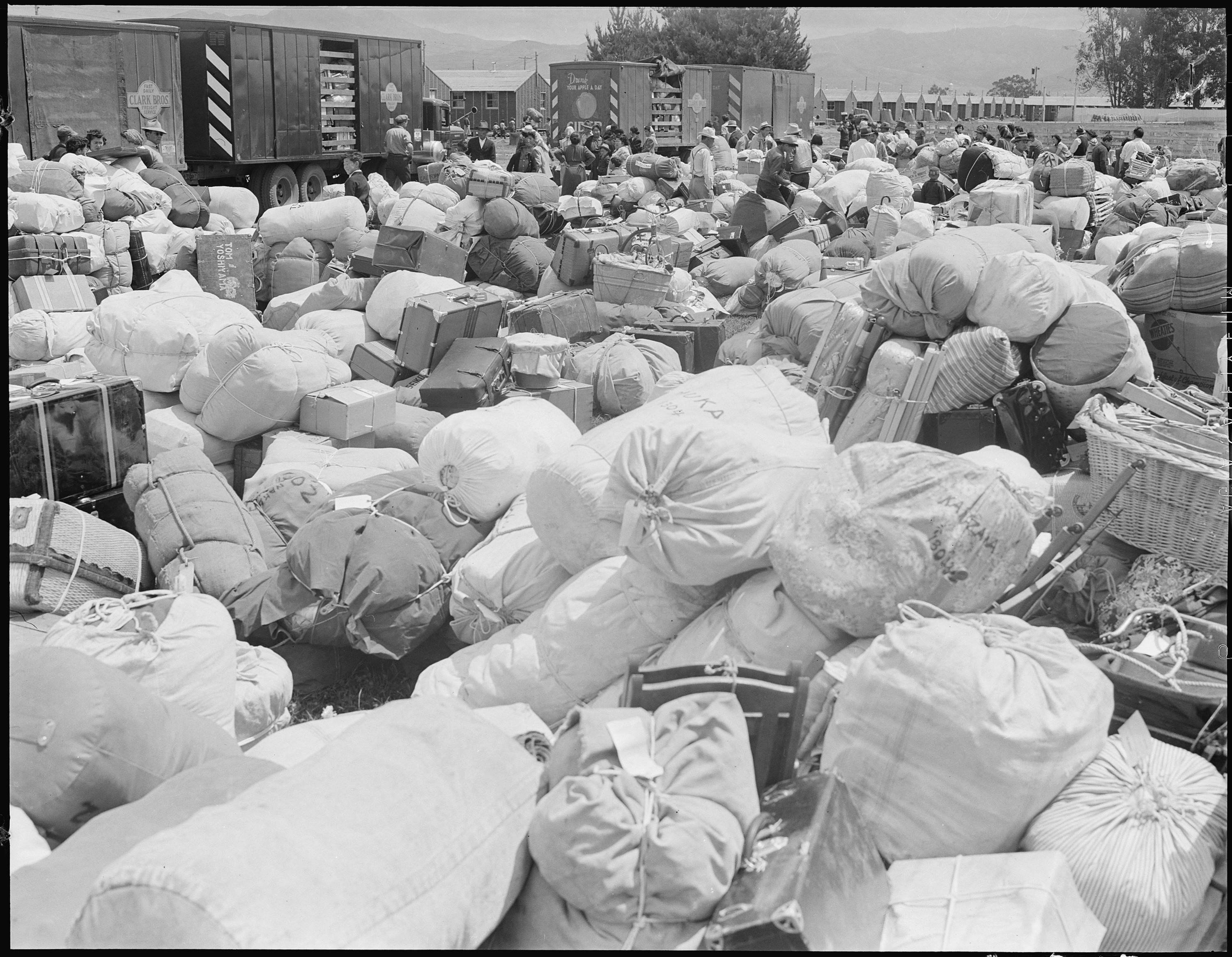
Salinas Assembly center, Kalifornie
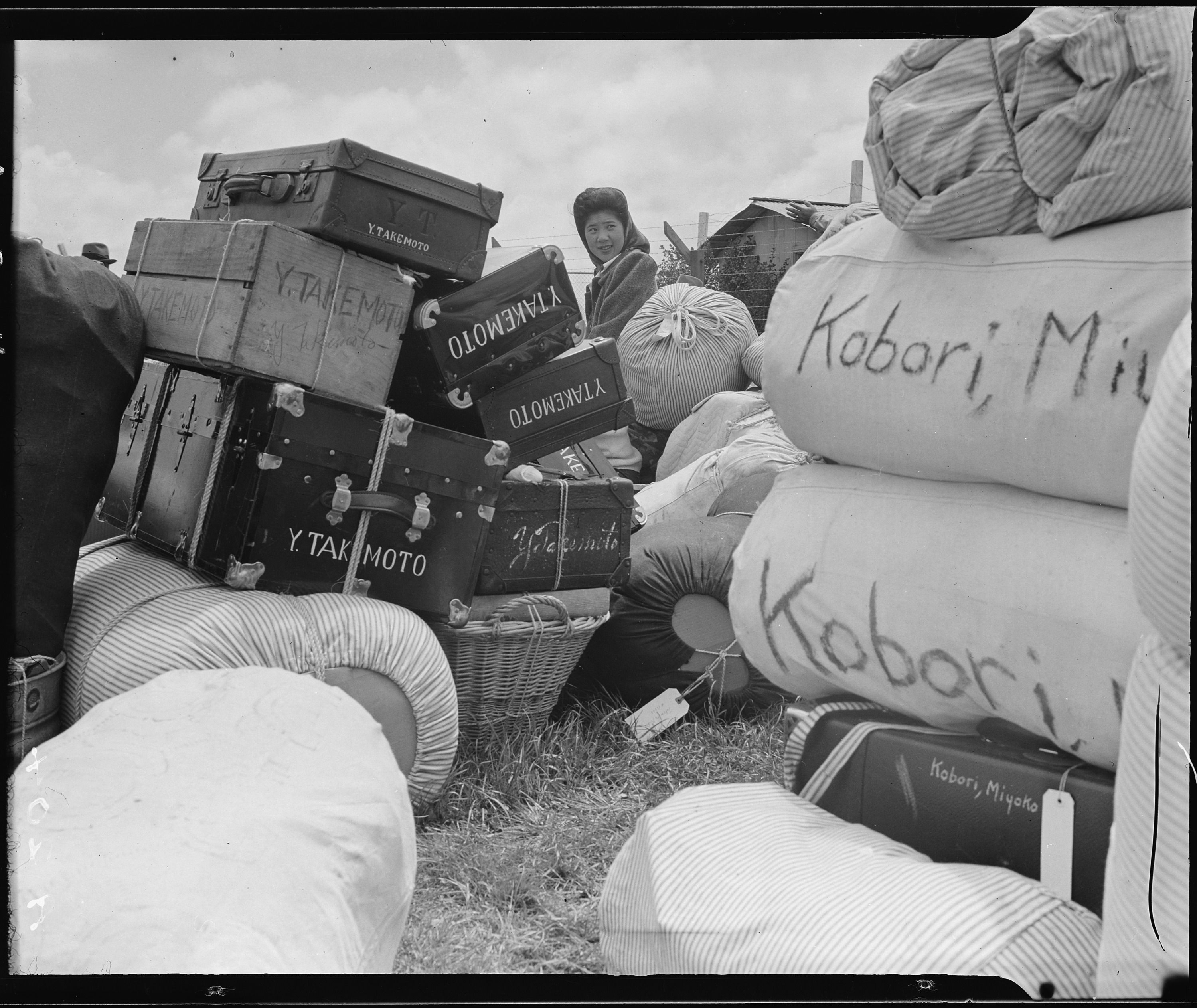
Salinas Assembly center, Kalifornie
Relokační centrum Tule Lake, Newell, Kalifornie
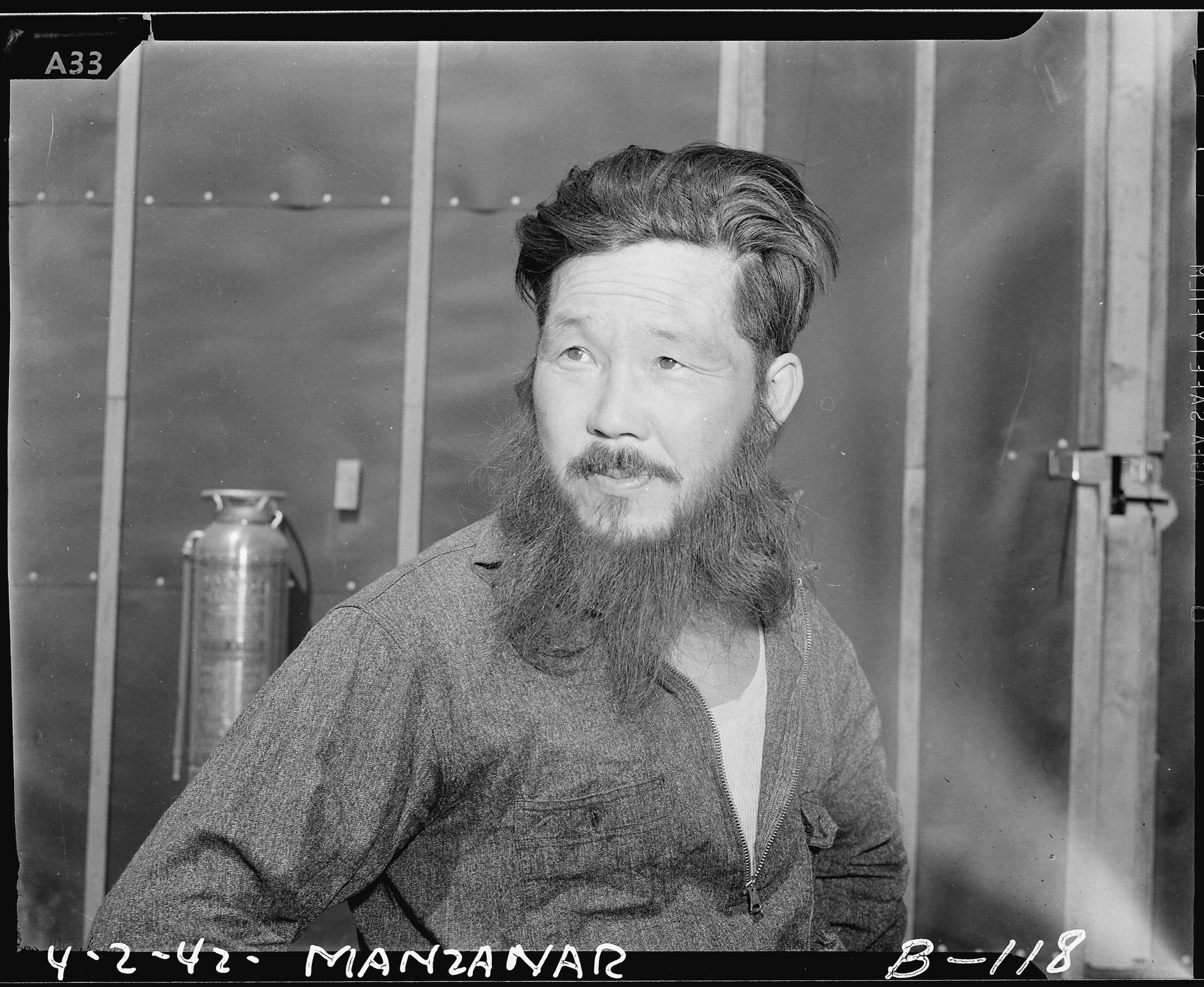
Relokační centrum Manzanar, Manzanar, Kalifornie
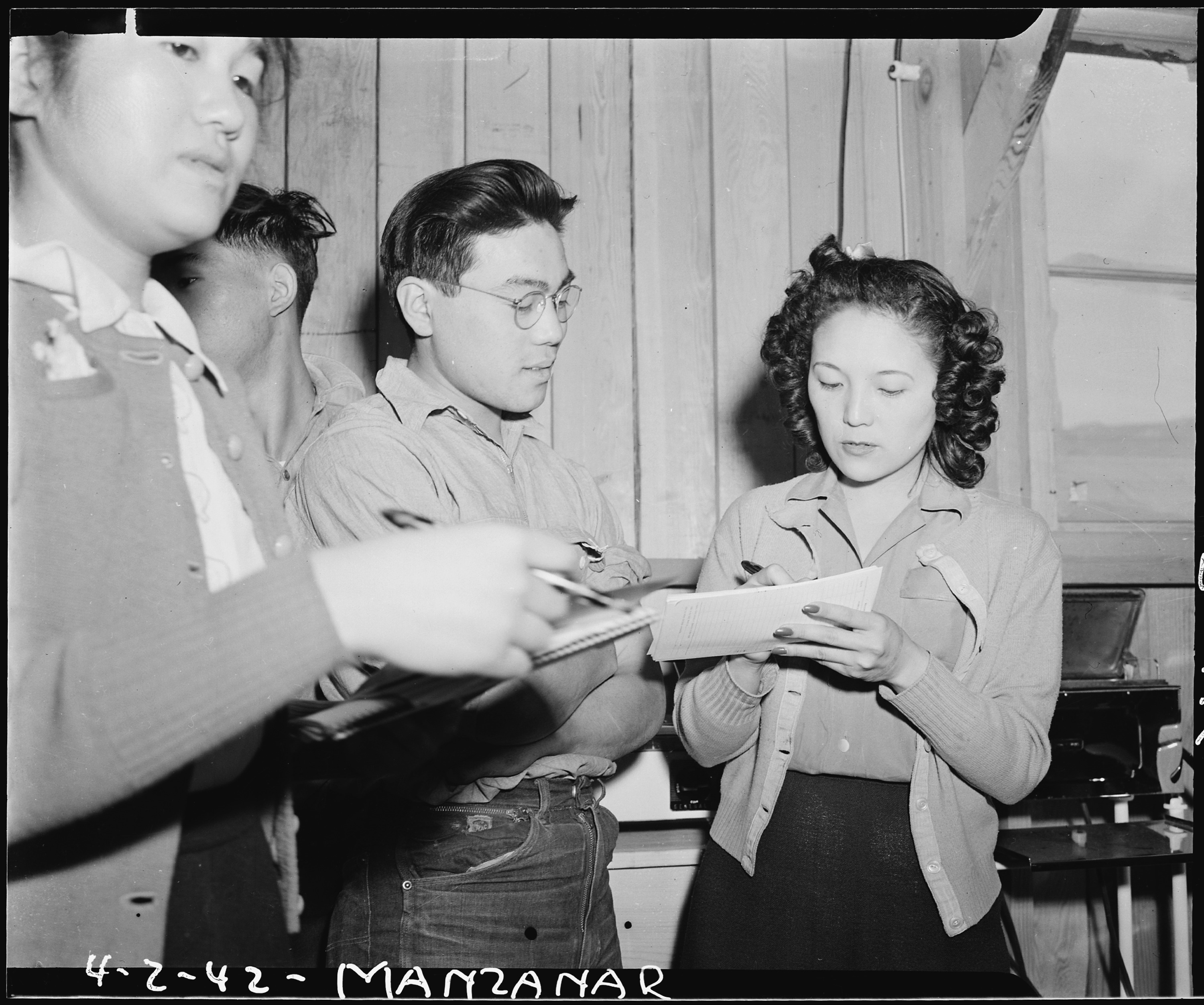
Relokační centrum Manzanar, Manzanar, Kalifornie
Evakuované osoby jsou označené visačkami, Lone Pine, Kalifornie
Matka s dítětem, Manzanar
Před vystoupením z autobusu prohlíží evakuované osoby japonského původu zdravotnický personál; u dítěte zjistili spalničky a sestra doprovází matku s dítětem do nemocnice v Manzanaru